# 孟加拉国联合共产主义联盟
孟加拉国联合共产主义联盟是孟加拉国的一个已不存在的共产主义政党。该党成立于2013年4月，由孟加拉国共产主义联盟和孟加拉国工人党（重建）合并而成。当时，在达卡举行了合并大会，Mosharraf Hossain Nannu在会上被选举为总书记。该党是左翼民主联盟的成员。2022年9月1日—2日，该党与孟加拉国工人党（马克思主义）合并为孟加拉国革命共产主义联盟。